# Sidi Kacem
Pour les articles homonymes, voir Kacem.
 (février 2008).
Si vous disposez d'ouvrages ou d'articles de référence ou si vous connaissez des sites web de qualité traitant du thème abordé ici, merci de compléter l'article en donnant les références utiles à sa vérifiabilité et en les liant à la section « Notes et références ».
Sidi Kacem (en arabe Sīdī Qāssim سيدي قاسم) est une ville de taille moyenne du Nord-Ouest du Maroc et capitale de la province du même nom. Ses habitants - appelés Kacemis - sont au nombre de 90 000 (d'après le recensement de 2015). Sur les axes Meknès (45 km) - Tanger (210 km) et Fès (85 km) - Rabat (120 km), elle est située à l'endroit où la rivière Rdoom quitte les hauteurs du plateau de Meknès pour s'engager dans la grande et fertile plaine du Gharb (gharb signifiant en arabe l'Ouest, par rapport à Fès, ancienne capitale du royaume).
Chef-lieu de la province de Sidi Kacem (région Rabat-Salé-Kénitra) ou plus communément des « Cherardas », la ville est un centre de collecte des céréales produites dans les collines situées à l'est et au nord. Les grossistes en blé portent localement le nom de « céréalistes ». La ville a aussi un marché actif dans le coin sud-est de la riche plaine du Gharb qui produit des agrumes, de l'huile d'olive, du coton, des betteraves, du riz. La ville a deux souks importants, celui du jeudi, en ville, où on trouve tous les paysans de la région, et celui du dimanche, plus récent, au nord de la ville ou on trouve surtout les habitants de la ville.
La ville a été fondée en deux étapes qui lui ont valu deux pôles distincts et toujours séparés : la Zaouia et le centre-ville avec le souk al-Khmis (marché du jeudi).

## La zaouia de Sidi Kacem
Elle a donné son nom à la ville peu après l'indépendance (1956). C'est le tombeau d'un sage musulman qui a mérité d'être appelé Sidi (« saint ») et le siège de la confrérie religieuse (Zaouia) qui s'occupe de l'entretenir et d'accueillir les pèlerins. La fondation pieuse occupe les dernières hauteurs qui dominent le Rdom sur la rive gauche, édifiée à la mort du saint sidi kacem au XVIIe siècle dotée d'une kasbah sous le règne de moulay Ismail, Sidi Qāsim bou 'Asriya ou encore Sidi Qāsim Moulāl-Héri attire à lui les pèlerins depuis quatre siècles. Son tombeau qui se reconnaît à son toit pyramidal de tuiles vertes est devenu le centre religieux de la tribu guich des Chérardas arrivée bien plus tard dans la région. Autour de la Zaouia et de part et d'autre de la rivière, se sont installés des quartiers (Mers et Mlahfa) appelés KABAR des ouvriers agricoles qui travaillent à la journée dans les grandes exploitations de la plaine.

## Petitjean

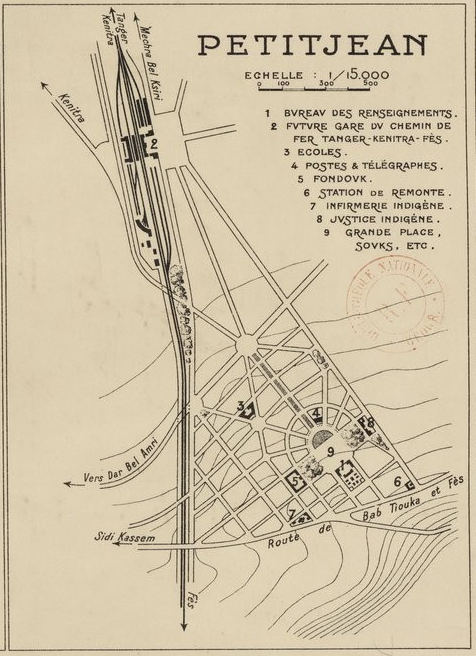
Plan de Petitjean (1918)

La proximité de la Zaouia a dû contribuer au succès du souk du jeudi (souq al-Khmis) installé dans la plaine. C'est en tout cas non loin du souk que s'installe dès 1912 « un village de colons français et espagnols » dont beaucoup venaient d'Algérie et de Tunisie. Leur dessein était de mettre en valeur les riches terres du Rharb qui n'étaient alors qu'un domaine marécageux et insalubre de parcours pastoral. La ville avait un cimetière et une église européens (le 23, 24 et 25 novembre 1994 exhumation de 269 corps et leur ré-inhumation au cimetière européen de Kenitra).
On donna au village de colons le nom d'un capitaine de l'armée française qui s'était illustré non loin de là (près de Kénitra) durant la « pacification », Petitjean (c'est le colonel Gouraud qui a donné ce nom). La commune de Petitjean fut donc crée comme centre colonial agricole mais surtout commercial et industriel. À la suite de la découverte du pétrole en 1919 à Tselfat non loin de là et à Aîn HAMRA plus tard en 1923. C'est pour cela que près du village fut construite vers 1920 une gare (en 1923 mise en service vers Fès, et en 1927 vers Tanger) pour le nouveau chemin de fer à grand écartement qui devait remplacer celui à voie étroite qui passait par Dar BelHamri près de Sidi Slimane.
Cette gare de bifurcation était connue comme lieu de changement des trains au centre du réseau marocain. Elle réunissait les trois lignes :
- vers Tanger
- vers Meknès, Fès, Oujda
- vers Kénitra, Rabat, Casablanca, Marrakech

À la gare s'ajouta bientôt en 1929 une raffinerie de pétrole, qui a contribué au développement de la ville, en créant des centaines d'emplois.
Au Maroc, il n'y avait que deux raffineries : celle de Sidi Kacem (elle est actuellement fermée) et celle de Mohammédia (au nord de Casablanca).
D'autres unités industrielles ont vu le jour à Sidi Kacem comme une unité de réparation de bouteilles d'Afriquia Gaz, (leader marocain en distribution des gaz liquéfiés et en carburants), une briquèterie, un centre d'entreposage de carburant, en plus d'une nouvelle zone industrielle près du nouveau souk.

## Football
L'USK (Union Sidi Kacem) est actuellement[Quand ?] en deuxième division du championnat de Maroc. Son symbole est le Cheval Blanc (el aoued el byad).
Le stade « El Akkid el Âallam » est nommé d'après le colonel Abdelkader el Allam (ancien joueur et dirigeant de l’USK). En 1973, El Allam a trouvé la mort sur le champ d’honneur, il était chef du contingent déployé en Syrie lors de la guerre contre Israël. Le défunt est enterré au cimetière des martyrs de la ville de Quneitra. D'une capacité de 12 000 spectateurs, il se trouve en plein milieu de la ville.

### Palmarès de l'USK
- Champion du Maroc : L’USK n’a remporté aucun titre, mais il a été vice-champion à deux reprises.
- Champion du Maroc en 2e Division : 3 fois

- Coupe du Trône : L’USK a joué deux finales. La 1re en 1974-75, il avait perdu par 2 à 0 contre le Chabab de Mohamedia dont le capitaine d’équipe était Ahmed Fras (ballon d'or africain 1976). La seconde finale jouée en 1980-1981, remportée par le MAS de Fès par 1 à 0. But inscrit, à la dernière minute, par Hamid Khourag.

- Coupe du Grand Maghreb : Les Kacemis avaient perdu leur match face au club tunisien de Najm-Sahel de Sousse par 3 à 2.

- Au niveau des jeunes

- - Cadets : L’USK est champion du Maroc en 1970-1971. En finale, les Kacemis avaient battu le Raja de Casablanca au stade du Père Gigo par 4 à 3
  - Juniors : Deux fois finalistes
  - Au niveau des buteurs : Haj Abdellah Ben Driss ou Ben Driss 2 a remporté deux fois le titre du meilleur buteur du Maroc (1re Division). Loumari une fois meilleur buteur et deux fois deuxième meilleur buteur.

## Attractions touristiques près de Sidi Kacem
À une trentaine de kilomètres : Volubilis et Moulay Idriss Zerhoun.
La situation géographique de la ville est idéale comme base d'excursions variées dans le Nord-Ouest du Maroc : Meknès, Fès, Ouazzane, Chefchaouen, Tetouan, Tanger, Asilah, Rabat, les plages de l'Atlantique etc.

## Personnalités liées à la commune
- Salaheddine Sbaï (1985-), footballeur professionnel.
- Badou Zaki (1959-), footballeur professionnel